# Matricaire
Genre
Parmi les Matricaires, le genre Matricaria regroupe des espèces de plantes à fleurs appartenant à la famille des Astéracées (ou Composées).
Matricaria vient de matrix : « femelle, matrice » (la plante est utilisée traditionnellement pour soulager les douleurs des règles).
Les plantes ayant pour nom de genre Chamomilla sont aujourd'hui au sein du genre Matricaria. Par contre, les plantes nommées « Camomille » en français ne sont pas de ce genre. Seule Matricaria chamomilla peut être nommée « Camomille sauvage » en raison de sa ressemblance avec les plantes cultivées et des usages similaires.
Le terme Chamomilla vient du grec chamai : « à terre », et melon : « pomme », les fleurs rappelant l'odeur de pomme.
Enfin, le genre Tripleurospermum est un genre de matricaires. L'espèce Tripleurospermum perforatum (anciennement Matricaria perforata) est la matricaire perforée.

## Description
Les matricaires sont des plantes annuelles de 50 centimètres à 1,5 m de hauteur, à tige dressée, rameuse. Les feuilles, alternes, sessiles, épaisses, charnues, sont très divisées, en lanières. Les fleurs, jaunes au centre, blanches à la circonférence, généralement très odorantes, sont groupées en capitules solitaires au sommet des rameaux. Le fruit est très petit, blanc jaunâtre, légèrement arqué.

## Principales espèces de Matricaires
- Matricaria aurea (Loefl.) Sch. Bip., la Matricaire dorée
- Matricaria chamomilla L., la Matricaire camomille ou Camomille sauvage
- Matricaria discoidea DC., la Matricaire odorante
- Matricaria glabra (Lag.) Ball
- Tripleurospermum maritima (anciennement Matricaria maritima L.), la Matricaire maritime
- Matricaria nigellifolia DC.
- Tripleurospermum perforatum (Merat) M. Lainzla (anciennement Matricaria perforata Mérat), la Matricaire inodore
- Matricaria suffruticosa (L.) Druce

## Liste d'espèces du genreMatricaria
Selon Catalogue of Life (22 mars 2021) :
- Matricaria aurea (Loefl.) Sch. Bip.
- Matricaria chamomilla L.
- Matricaria discoidea DC.
- Matricaria occidentalis Greene
- Matricaria tzvelevii Pobed